# Rioja Alavaise
La Rioja Alavaise (en euskara: Arabako Errioxa ou en espagnol Rioja Alavesa) est une comarque dans la province de Alava, dans la Communauté autonome basque en Espagne.
Sa dénomination officielle est en espagnol : « Cuadrilla de Laguardia-Rioja Alavesa » (Biasteri-Arabako Errioxako Eskualdea en basque). La capitale de la comarque est Laguardia.

## Géographie
Située dans la province d'Alava, la Rioja Alavaise est définie par deux formations géographiques distinctes, au nord par le massif de Toloño, limite nord de la région, tandis que le fleuve de l'Èbre la sépare de la communauté autonome voisine de La Rioja.
La région de la Rioja Alavaise se compose de 15 municipalités, 4 conseils d'administration et 4 autres villages, ce qui constitue un total de 23 villes et villages qui partagent tous un lien étroit avec le domaine viticole. Les vignobles s'étendent autour des villages avec une centaine de caves (bodegas). Certaines de ces caves ont une longue histoire, tandis que d'autres ont été élaborées récemment comme par exemple, les architectes célèbres tels que Frank Gehry pour Marqués de Riscal (à Elciego) et Santiago Calatrava pour Ysios (à Laguardia). La majorité est accessible au public, que ce soit pour l'achat ou la dégustation.

## Langues
L'espagnol est clairement dominant dans la Rioja Alavaise. En 2016, il y avait 2 525 bascophones, 2 200 bilingues passifs  et 6 448 hispanophones, soit 42,28 % des habitants de la région connaissaient dans une certaine mesure le basque. Vingt ans plus tôt, en 1996, on comptait seulement 978 bascophones, 831 bilingues passifs et 7 673 hispanophones, soit 19,08 %. La progression du basque est due à l'enseignement obligatoire qui se fait essentiellement dans cette langue. On retrouve un plus grand nombre de bascophones dans les populations les plus jeunes.

## Communes
| #  | Municipalité                         | Élu                                          | Parti politique | Population | % Population | Territoire km² |
| -- | ------------------------------------ | -------------------------------------------- | --------------- | ---------- | ------------ | -------------- |
| 1  | Baños de Ebro/Mañueta                | Roberto Blanco Pascual                       | PP              | 344        | 3,2          | 9,46           |
| 2  | Elciego                              | Rafael Cruz Saenz Castro                     | PSE-EE/PSOE     | 941        | 8,8          | 16,32          |
| 3  | Elvillar/Bilar                       | Luis Ángel Bermúdez López Gil                | PNV             | 366        | 3,4          | 17,50          |
| 4  | Kripan                               | Gonzalo Marañon Orive                        | PNV             | 193        | 1,8          | 12,52          |
| 5  | Labastida/Bastida                    | Ignacio Gil Orive                            | PP              | 1.391      | 13,0         | 38,17          |
| 6  | Laguardia                            | Javier Sampedro Rández                       | PP              | 1.483      | 13,9         | 81,08          |
| 7  | Lanciego/Lantziego                   | Alfonso Luis González Eguílaz                | PNV             | 660        | 6,2          | 24,20          |
| 8  | Lapuebla de Labarca                  | Francisco Chavarri Grijalba                  | PNV-EA          | 854        | 8,0          | 5,99           |
| 9  | Leza                                 | José Ignacio Pérez de Loza Martínez de Cañas | PNV-EA          | 230        | 2,2          | 9,92           |
| 10 | Moreda de Álava                      | Angeles García de Jalón Marauri              | PNV             | 280        | 2,6          | 8,67           |
| 11 | Navaridas                            | Félix Martínez Aguiriano                     | PP              | 210        | 2,0          | 8,92           |
| 12 | Oyón-Oion                            | Julián Antonio Iribarria Cabredo             | PP              | 2.827      | 26,4         | 45,16          |
| 13 | Samaniego                            | Abilio Iza Ruiz                              | PNV             | 310        | 2,9          | 10,64          |
| 14 | Villabuena de Álava/Eskuernaga       | Juan José García Berrueco                    | PNV-EA          | 322        | 3,0          | 8,48           |
| 15 | Yécora/Iekora                        | Iñaki Ibañez Fenández                        | PP              | 279        | 2,6          | 18,80          |
|    | Cuadrilla de Laguardia-Rioja Alavesa |                                              |                 | 10.690     | 100          | 315,83         |